# Chikuma
Chikuma (japanska: 千曲市  ?, Chikuma-shi) är en stad i Nagano prefektur i Japan. Staden bildades 2003 genom en sammanslagning av staden Kōshoku och två intilliggande kommuner.